# Comuna Stufciînți, Hmelnîțkîi
Stufciînți (în ucraineană Стуфчинці) este o comună în raionul Hmelnîțkîi, regiunea Hmelnîțkîi, Ucraina, formată din satele Stufciînți (reședința) și Tîranivka.

## Demografie
Componența lingvistică a comunei Stufciînți
     Ucraineană (98,45%)
     Rusă (1,38%)
     Alte limbi (0,09%)
Conform recensământului din 2001, majoritatea populației comunei Stufciînți era vorbitoare de ucraineană (98,45%), existând în minoritate și vorbitori de rusă (1,38%).